# Championnat d'Asie masculin de handball 2024
Navigation
Arabie Saoudite 2022 2026
Le championnat d'Asie masculin de handball 2024 est la vingt-et-unième édition de la compétition, organisé au Bahreïn du 11 au 25 janvier 2024. Les cinq premières équipes sont qualifiées pour le Championnat du monde 2025.

## Tour préliminaire
Les deux premiers de chaque poule sont qualifiés pour le tour principal. Les équipes classées aux 3e et 4e places participent à des poules de classement.
- Qualifié pour le tour principal.
- Qualifié pour le tour du martyr Fahad Al-Ahmad Al-Sabah.

### Groupe A
|   | Équipe | Pts | J | G | N | P | Bp | Bc | Diff |
| - | ------ | --- | - | - | - | - | -- | -- | ---- |
| 1 | Qatar  | 6   | 3 | 3 | 0 | 0 | 85 | 64 | 21   |
| 2 | Koweït | 4   | 3 | 2 | 0 | 1 | 78 | 77 | 1    |
| 3 | Taipei | 2   | 3 | 1 | 0 | 2 | 86 | 91 | -5   |
| 4 | Oman   | 0   | 3 | 0 | 0 | 3 | 71 | 88 | -17  |

| Date                     | Équipe 1 | Score | Équipe 2 |
| ------------------------ | -------- | ----- | -------- |
| 12 janvier 2024, 13 h 00 | Taipei   | 26-33 | Qatar    |
| 12 janvier 2024, 17 h 00 | Oman     | 26-27 | Koweït   |
| 14 janvier 2024, 13 h 00 | Koweït   | 31-27 | Taipei   |
| 14 janvier 2024, 17 h 00 | Qatar    | 28-18 | Oman     |
| 16 janvier 2024, 15 h 00 | Taipei   | 33-27 | Oman     |
| 16 janvier 2024, 17 h 00 | Koweït   | 20-24 | Qatar    |

### Groupe B
|   | Équipe           | Pts | J | G | N | P | Bp  | Bc  | Diff |
| - | ---------------- | --- | - | - | - | - | --- | --- | ---- |
| 1 | Corée du Sud     | 6   | 3 | 3 | 0 | 0 | 100 | 67  | 33   |
| 2 | Iran             | 4   | 3 | 2 | 0 | 1 | 88  | 61  | 27   |
| 3 | Chine            | 2   | 3 | 1 | 0 | 2 | 88  | 69  | 19   |
| 4 | Nouvelle-Zélande | 0   | 3 | 0 | 0 | 3 | 39  | 118 | -79  |

| Date                     | Équipe 1         | Score | Équipe 2         |
| ------------------------ | ---------------- | ----- | ---------------- |
| 12 janvier 2024, 15 h 00 | Nouvelle-Zélande | 13-40 | Iran             |
| 12 janvier 2024, 19 h 00 | Chine            | 30-32 | Corée du Sud     |
| 14 janvier 2024, 15 h 00 | Corée du Sud     | 42-13 | Nouvelle-Zélande |
| 14 janvier 2024, 19 h 00 | Iran             | 24-22 | Chine            |
| 16 janvier 2024, 13 h 00 | Nouvelle-Zélande | 13-36 | Chine            |
| 16 janvier 2024, 19 h 00 | Corée du Sud     | 26-24 | Iran             |

### Groupe C
|   | Équipe          | Pts | J | G | N | P | Bp  | Bc  | Diff |
| - | --------------- | --- | - | - | - | - | --- | --- | ---- |
| 1 | Japon           | 5   | 3 | 2 | 1 | 0 | 116 | 64  | 52   |
| 2 | Irak            | 4   | 3 | 1 | 0 | 2 | 114 | 71  | 43   |
| 3 | Arabie saoudite | 3   | 3 | 1 | 1 | 1 | 104 | 77  | 27   |
| 4 | Inde            | 0   | 3 | 0 | 0 | 3 | 40  | 162 | -122 |

| Date                     | Équipe 1        | Score | Équipe 2        |
| ------------------------ | --------------- | ----- | --------------- |
| 11 janvier 2024, 15 h 00 | Inde            | 12-55 | Irak            |
| 11 janvier 2024, 17 h 00 | Japon           | 29-25 | Arabie saoudite |
| 13 janvier 2024, 13 h 00 | Arabie saoudite | 48-17 | Inde            |
| 13 janvier 2024, 17 h 00 | Irak            | 28-28 | Japon           |
| 15 janvier 2024, 13 h 00 | Japon           | 59-11 | Inde            |
| 15 janvier 2024, 17 h 00 | Irak            | 31-31 | Arabie saoudite |

### Groupe D
|   | Équipe              | Pts | J | G | N | P | Bp  | Bc  | Diff |
| - | ------------------- | --- | - | - | - | - | --- | --- | ---- |
| 1 | Bahreïn             | 6   | 3 | 3 | 0 | 0 | 127 | 53  | 74   |
| 2 | Émirats arabes unis | 4   | 3 | 2 | 0 | 1 | 77  | 82  | -5   |
| 3 | Kazakhstan          | 2   | 3 | 1 | 0 | 2 | 75  | 101 | -26  |
| 4 | Hong Kong           | 0   | 3 | 0 | 0 | 3 | 64  | 107 | -43  |

| Date                     | Équipe 1            | Score | Équipe 2            |
| ------------------------ | ------------------- | ----- | ------------------- |
| 11 janvier 2024, 13 h 00 | Hong Kong           | 24-29 | Émirats arabes unis |
| 11 janvier 2024, 19 h 00 | Kazakhstan          | 13-47 | Bahreïn             |
| 13 janvier 2024, 15 h 00 | Émirats arabes unis | 39-15 | Kazakhstan          |
| 13 janvier 2024, 19 h 00 | Bahreïn             | 47-20 | Hong Kong           |
| 15 janvier 2024, 15 h 00 | Kazakhstan          | 27-22 | Hong Kong           |
| 15 janvier 2024, 19 h 00 | Bahreïn             | 34-15 | Émirats arabes unis |

## Tour du martyr Fahad Al-Ahmad Al-Sabah
Le tour du martyr Fahad Al-Ahmad Al-Sabah regroupe les équipes classées au deux dernières places du tour préliminaire. Les équipes de même rang (premier contre premier, etc.) s'affrontent ensuite dans les matchs de classement (de 9e à la 16e place).

### Groupe III
|   | Équipe           | Pts | J | G | N | P | Bp  | Bc  | Diff |
| - | ---------------- | --- | - | - | - | - | --- | --- | ---- |
| 1 | Arabie saoudite  | 6   | 3 | 3 | 0 | 0 | 118 | 74  | 44   |
| 2 | Taipei           | 4   | 3 | 2 | 1 | 0 | 104 | 69  | 35   |
| 3 | Hong Kong        | 2   | 3 | 1 | 0 | 2 | 74  | 104 | -30  |
| 4 | Nouvelle-Zélande | 0   | 3 | 0 | 0 | 3 | 69  | 118 | -49  |

### Groupe IV
|   | Équipe     | Pts | J | G | N | P | Bp  | Bc  | Diff |
| - | ---------- | --- | - | - | - | - | --- | --- | ---- |
| 1 | Chine      | 6   | 3 | 3 | 0 | 0 | 112 | 71  | 41   |
| 2 | Oman       | 4   | 3 | 2 | 1 | 0 | 99  | 79  | 20   |
| 3 | Kazakhstan | 2   | 3 | 1 | 0 | 2 | 78  | 97  | -19  |
| 4 | Inde       | 0   | 3 | 0 | 0 | 3 | 76  | 118 | -42  |

### Matchs de classement

#### Match pour la9eplace
| 23 janvier | Chine | 21 – 25 | Arabie saoudite |  |
| 23 janvier | (–)   |         |                 |  |

#### Match pour la11eplace
| 22 janvier | Oman    | 27 – 33 | Taipei |  |
| 22 janvier | (12–13) |         |        |  |

#### Match pour la13eplace
| 22 janvier | Kazakhstan | 32 – 35 | Hong Kong |  |
| 22 janvier | (18–15)    |         |           |  |

#### Match pour la15eplace
| 22 janvier | Inde    | 31 – 36 | Nouvelle-Zélande |  |
| 22 janvier | (14–18) |         |                  |  |

## Tour principal
Les deux premiers de chaque poule sont qualifiés pour le tour final. Les équipes classées aux 3e et 4e places participent à des matchs de classement.
- Qualifié pour la phase finale.
- Qualifié pour le match pour la 5e place.
- Qualifié pour le match pour la 7e place.

### Groupe I
|   | Équipe              | Pts | J | G | N | P | Bp | Bc | Diff |
| - | ------------------- | --- | - | - | - | - | -- | -- | ---- |
| 1 | Qatar               | 5   | 3 | 2 | 1 | 0 | 80 | 72 | 8    |
| 2 | Japon               | 5   | 3 | 2 | 1 | 0 | 82 | 77 | 5    |
| 3 | Iran                | 2   | 3 | 1 | 0 | 2 | 71 | 74 | -3   |
| 4 | Émirats arabes unis | 0   | 3 | 0 | 0 | 3 | 69 | 79 | -10  |

### Groupe II
|   | Équipe       | Pts | J | G | N | P | Bp | Bc | Diff |
| - | ------------ | --- | - | - | - | - | -- | -- | ---- |
| 1 | Bahreïn      | 5   | 3 | 2 | 1 | 0 | 86 | 77 | 9    |
| 2 | Koweït       | 4   | 3 | 1 | 2 | 0 | 87 | 75 | 12   |
| 3 | Corée du Sud | 2   | 3 | 0 | 2 | 1 | 78 | 82 | -4   |
| 4 | Irak         | 1   | 3 | 0 | 1 | 2 | 62 | 79 | -17  |

## Phase finale
|  | Demi-finales | Demi-finales |                        |    | Finale | Finale |
|  | Demi-finales | Demi-finales |                        |    | Finale | Finale |
|  |              |              |                        |    |        |        |
|  |              |              |                        |    |        |        |
|  |              |              |                        |    |        |        |
|  | Qatar        | 33           |                        |    |        |        |
|  | Qatar        | 33           |                        |    |        |        |
|  | Koweït       | 27           |                        |    |        |        |
|  | Koweït       | 27           | Qatar                  | 30 |        |        |
|  |              |              | Qatar                  | 30 |        |        |
|  |              | Japon        | 24                     |    |        |        |
|  | Bahreïn      | Japon        | 24                     | 17 |        |        |
|  | Bahreïn      |              |                        | 17 |        |        |
|  | Japon        | 20           |                        |    |        |        |
|  | Japon        | 20           | Match pour la 3e place |    |        |        |
|  |              |              |                        |    |        |        |
|  |              |              |                        |    |        |        |
|  |              |              |                        |    |        |        |
|  | Koweït       | 17           |                        |    |        |        |
|  | Koweït       | 17           |                        |    |        |        |
|  | Bahreïn      | 26           |                        |    |        |        |
|  | Bahreïn      | 26           |                        |    |        |        |

### Demi-finales
| 23 janvier 2024 | Qatar           | 33 – 27 | Koweït      | Madinat 'Isa Arbitrage : Ismoilov, Ismoilov |
| 23 janvier 2024 | Frankis Carol 7 | (17-11) | Saleh Ali 7 | Madinat 'Isa Arbitrage : Ismoilov, Ismoilov |
| 23 janvier 2024 | ×3 ×1           | Rapport | ×1          | Madinat 'Isa Arbitrage : Ismoilov, Ismoilov |

| 23 janvier 2024 | Bahreïn            | 17 – 20 | Japon           | Madinat 'Isa Arbitrage : Koo, Lee |
| 23 janvier 2024 | Al-Sayyad, Habib 5 | (11-9)  | Taiga Tsutaya 6 | Madinat 'Isa Arbitrage : Koo, Lee |
| 23 janvier 2024 | ×1 ×5              | Rapport | ×2 ×3 ×1        | Madinat 'Isa Arbitrage : Koo, Lee |

### Match pour la3eplace
| 25 janvier 2024 | Koweït                | 17 – 26 | Bahreïn   | Madinat 'Isa Arbitrage : Cheng, Zhou |
| 25 janvier 2024 | Abdullah Al-Khamees 5 | (6-12)  | Ali Eid 9 | Madinat 'Isa Arbitrage : Cheng, Zhou |
| 25 janvier 2024 | ×2 ×5                 | Rapport | ×1 ×3     | Madinat 'Isa Arbitrage : Cheng, Zhou |

### Finale
| 25 janvier 2024 | Qatar            | 30 – 24   | Japon              | Madinat 'Isa Arbitrage : Carmaux, Mursch |
| 25 janvier 2024 | Žarko Marković 7 | (17 - 11) | Tsutaya, Yoshida 5 | Madinat 'Isa Arbitrage : Carmaux, Mursch |
| 25 janvier 2024 | ×2               | Rapport   | ×1                 | Madinat 'Isa Arbitrage : Carmaux, Mursch |

## Matchs de classement

### Match pour la7eplace
| 23 janvier 2024 | Émirats arabes unis | 28 – 23 | Irak          | Madinat 'Isa Arbitrage : Al-Wahibi, Al-Shahi |
| 23 janvier 2024 | Tariq Al-Maazmi 6   | (15-13) | Wael Hafedh 5 | Madinat 'Isa Arbitrage : Al-Wahibi, Al-Shahi |
| 23 janvier 2024 | ×2                  | Rapport | ×4            | Madinat 'Isa Arbitrage : Al-Wahibi, Al-Shahi |

### Match pour la5eplace
| 23 janvier 2024 | Corée du Sud | 27 – 26 | Iran             | Madinat 'Isa Arbitrage : Al-Mawt, Marhoon |
| 23 janvier 2024 | An, Song 5   | (16-13) | quatre joueurs 4 | Madinat 'Isa Arbitrage : Al-Mawt, Marhoon |
| 23 janvier 2024 | ×1 ×4        | Rapport | ×2 ×3            | Madinat 'Isa Arbitrage : Al-Mawt, Marhoon |

## Classement final
| Rang                     | Équipe              | Commentaire                                |
| ------------------------ | ------------------- | ------------------------------------------ |
| Médaille d'or, Asie      | Qatar               | Qualifié pour le Championnat du monde 2025 |
| Médaille d'argent, Asie  | Japon               | Qualifié pour le Championnat du monde 2025 |
| Médaille de bronze, Asie | Bahreïn             | Qualifié pour le Championnat du monde 2025 |
| 4                        | Koweït              | Qualifié pour le Championnat du monde 2025 |
| 5                        | Corée du Sud        | -                                          |
| 6                        | Iran                | -                                          |
| 7                        | Émirats arabes unis | -                                          |
| 8                        | Irak                | -                                          |
| 9                        | Arabie saoudite     | -                                          |
| 10                       | Chine               | -                                          |
| 11                       | Taipei              | -                                          |
| 12                       | Oman                | -                                          |
| 13                       | Hong Kong           | -                                          |
| 14                       | Kazakhstan          | -                                          |
| 15                       | Nouvelle-Zélande    | -                                          |
| 16                       | Inde                | -                                          |

Remarque : l'Australie, initialement qualifiée, a déclaré forfait avant le tirage au sort.

## Statistiques et récompenses

### Équipe-type
L'équipe-type du tournoi est composée des joueurs suivants :
- Meilleur joueur : Moustafa Heiba (en),  Qatar
- Meilleur gardien de but : Anadin Suljaković (en),  Qatar
- Meilleur ailier gauche : Hasan Al-Samahiji (en),  Bahreïn
- Meilleur arrière gauche : Abdoullah Al Khamees,  Koweït
- Meilleur demi-centre : Mohamed Habib Naser (en),  Bahreïn
- Meilleur pivot : Shuichi Yoshida,  Japon
- Meilleur arrière droit : Adam Yuki Baig (en),  Japon
- Meilleur ailier droit : Saleh Ali,  Koweït